# Horace Ashenfelter
Horace „Nip“ Ashenfelter, III (23. ledna 1923 Collegeville, Pensylvánie – 6. ledna 2018, West Orange, New Jersey) byl americký atlet, olympijský vítěz v běhu na 3000 metrů překážek.

## Sportovní kariéra
Na olympiádě v Helsinkách v roce 1952 nejdříve vytvořil v rozběhu na 3000 metrů překážek nový rekord USA a ve finále nečekaně zvítězil před favoritem sovětským reprezentantem Vladimírem Kazancevem v novém světovém rekordu 8:45,4. Ve stejné disciplíně startoval i na olympiádě v Melbourne v roce 1956, ale nepostoupil do finále.
Byl mistrem USA v běhu na 10 000 metrů (v roce 1950) a na 3000 metrů překážek v letech 1951, 1953 a 1956.